# 普賢寺 (多治見市)
普賢寺(ふげんじ)は岐阜県多治見市大原町にある曹洞宗の寺院。山号は象王山。

## 歴史
寛文12年（1672年）、大原村の中央にあった瑞光院という頽廃していた堂に閑居していた信州松本にある全久院十三世の了然玄超が、普賢寺の旧蹟に殿堂、鐘楼等を新築して開創した。
この以前の普賢寺と瑞光院について宗派など詳しい内容は不明である。
天和3年（1683年）には土地の寄進を受けて現在地に移転し、裏山の形状から象王山という山号がつけられた。
その所在地が旗本林丹波守(林庫之丞)の知行所であったことから菩提寺となり、林家歴代の墓地が寺内に建立されている。
また、裏山の象王山には三十三観音の石仏が配されており、散策できるように山道が整備されている。

## 寺宝

### 多治見市指定文化財
- 鐘楼門(附棟札・扁額)　弘化3年（1864年）建立
- 絹本著色涅槃図(元禄15年・長谷川等節筆)
- 木造釈迦如来坐像
- 円空仏(観音菩薩坐像)

## 境内

### 鐘楼
普賢寺の鐘楼には開山の了然玄超の言葉として「身体中、口なり」と称せられる型・音ともに見事な鐘がある。
延宝4年(1676年)、開山の了然玄超が遷化したが、同年に鐘が鋳造された。その鐘銘は以下の通りである。
梵鐘には、了然玄超の漢詩が刻まれている。
元の鐘は太平洋戦争時に供出したため、現在の鐘は復元されたものである。

### 首無地蔵
山門から鐘楼までの小径に幾つかの石仏が並んでいる。その中の一つに柔らかいサバ石で造られた首無しの地蔵が祀られている。
普賢寺が開創された頃のある夕暮れに、修行の侍が広見の方へ向かって歩いていた。その姿を見た茶屋の老婆が、夜になると化け物が出るからと引き留めたが、侍はそれでも歩きを進めていった。やがて侍は夜道で白い化け物に遭遇したので刀で斬ったところ、翌日の朝に白い着物姿の女が倒れて気を失っており、その傍らに地蔵の首が転がっていた。女は子供の病を治したくて夜中に地蔵参りをしていたもので、やがて子供の病も癒えたという。それで首を失った地蔵を現在の場所に移して祀ったと言われている。